# Ozone (entreprise)
Pour les articles homonymes, voir Ozone (homonymie).
Pour l’article ayant un titre homophone, voir O-Zone.
Ozone est le fournisseur d'accès internet  (FAI) du groupe Nomotech, société filiale de SFR spécialisée dans le raccordement sans fil des zones rurales et péri-urbaines (Wi-Fi, WiMAX, LTE). Ozone exploite les réseaux d’initiative publique pour proposer un accès à internet à travers la fibre optique jusqu’au domicile, les ondes radio (Wifi, Wimax et LTE) et l’ADSL.
Historiquement, ce fut aussi le nom d'un fournisseur d'accès à internet par Wi-Fi à Paris, créé en 2003 par l'entrepreneur Rafi Haladjian, racheté en 2007 par Neuf Cegetel, repris en termes de marque en 2010 par Nomotech.

## Historique
À partir de 2003, Nomotech met en place des infrastructures Wi-Fi. Il gère alors uniquement les équipements et la technique. En 2006 est lancé West-Telecom, le premier FAI de Nomotech qui gère alors, en plus des questions techniques, la relation client. En parallèle est créé un second FAI, Idyle-Telecom, en 2007.
C'est en février 2011 que sont regroupés West-Telecom et Idyle-Telecom sous une même marque, Ozone. En juillet, Numéo est intégré au groupe pour distribuer les abonnements sous la marque Ozone également.
Le 1er février 2012, Nomotech annonce un accord avec Eutelsat pour commercialiser l’offre d’internet par satellite Tooway. À partir de 2013, Ozone devient le deuxième FAI par satellite et commence également à commercialiser une offre ADSL grâce à un partenariat avec SFR,.
En 2014, l’opérateur WiBox cède sa clientèle hors fibre optique à Ozone.
Une offre quadruple play est lancée en juin 2017, Ozone proposant désormais des forfaits mobiles sur le réseau Orange et devenant ainsi opérateur de réseau mobile virtuel. Dans le même temps, Nomotech développe pour les départements de Seine-et-Marne, Yonne, Saône-et-Loire, Côte-d'Or et Charente des réseaux LTE-TDD sur lesquels s’inscrit Ozone comme opérateur dès leur lancement en 2018,,.
À la fin de l’année 2018, Ozone cède ses abonnés satellite à l’opérateur numéro 1 de la technologie, Nordnet, filiale d’Orange.

## Technologies utilisées
Historiquement, Ozone propose une offre de connexion internet grâce au Wi-Fi (norme IEEE 802.11a) puis au WiMAX, sur certains territoires. Les réseaux Wi-Fi ont par la suite été mis à jour pour intégrer la technologie MIMO. 
En développant des partenariats, Ozone a proposé pendant un temps des offres d’accès internet utilisant l’ADSL et le satellite. 
Sur des réseaux d’initiative publique, il s’est développé comme opérateur fibre optique. 
Par ailleurs, Ozone s’est positionné comme opérateur sur les réseaux 4G fixe (technologie LTE-TDD) déployés en 2017 par sa maison mère Nomotech pour apporter un très haut débit par ondes radios en attendant le déploiement de la fibre optique,.